# جامعة جابر الأحمد
جامعة جابر الأحمد هي جامعة حكومية أُقِر إنشائها بتاريخ 26 أبريل 2012 من مجلس الأمة الكويتي بالإجماع. ومدة إنشاء هي ثلاث سنوات بعد صدور قانونها من أمير الدولة ونشره في الجريدة الرسمية. سميت بهذا الاسم نسبة إلى أمير الكويت الراحل الشيخ جابر الأحمد الجابر الصباح الملقب بـ «أمير القلوب». في بادئ الأمر سميت الجامعة باسم جامعة جابر للعلوم التطبيقية، لكن وزارة التربية اقترحت تغيير الاسم إلى «جامعة جابر الأحمد» حتى لا تكون مقصورة على تخصصات معينة.
تضم «جامعة جابر الأحمد» أربع كليات أولية هي كلية التربية الأساسية (وهي كلية موجودة حاليًا في الهيئة العامة للتعليم التطبيقي والتدريب) لكنها ستنتقل للجامعة الجديدة حين الانتهاء من انشائها. كذلك تضم الجامعة أيضا ثلاث كليات أخرى هي كلية الهندسة وكلية العلوم الإدارية بالإضافة إلى كلية الحقوق.